# Le Temps des framboises
Le Temps des framboises est une série québécoise réalisée par Philippe Falardeau, écrite par Florence Longpré et Suzie Bouchard, produite par Trio Orange, et mise en ligne le 14 avril 2022 sur Club illico, et à la télévision depuis le 13 septembre 2023 sur le réseau TVA.

## Synopsis
En pleine crise de la quarantaine, Elisabeth Daveluy hérite de la ferme familiale à la suite de la mort subite de son mari. Tenant tête à sa belle-famille et néophyte dans l’immense tâche que représente la gestion d’une ferme, elle se lance dans cette nouvelle vie avec comme seuls alliés ses fils Junior, qui a des problèmes de comportements, et William, qui est sourd, ainsi que les travailleurs saisonniers qui habitent la ferme. Ensemble, ils plongeront au cœur de dilemmes moraux, lutteront contre une belle-famille hyper contrôlante et vivront de troublantes passions! Alors qu’Elisabeth ne s’est jamais réellement souciée des travailleurs saisonniers, ils deviendront presque comme une deuxième famille. Dans leurs solitudes respectives, celle du deuil et celle de l’exil, ils y trouveront tous un refuge inattendu. (Fournie par la production)

## Fiche technique
- Réalisation : Philippe Falardeau
- Scénario : Florence Longpré et Suzie Bouchard
- Direction photo : Ariel Méthot
- Composition : Martin Léon
- Montage : Aube Foglia et Justine Gauthier
- Production : Trio Orange
- Pays d'origine :  Canada
- Langue : français, espagnol, anglais et LSQ
- Durée : 44 minutes

## Distribution
- Sandrine Bisson : Élisabeth Daveluy
- Edison Ruiz : Francisco Guanco
- Micheline Lanctôt : Martha Conley
- Paul Doucet : Denis Conley
- Elijah Patrice : Junior Conley
- Xavier Chalifoux : William Conley
- Anne Beaudry : Maureen Conley
- Ellen David : Rachel Conley
- Nicole Leroux : Estelle Conley
- Kathleen Stavert : Peggy Conley
- Marilou Forgues : Jessica Leboeuf
- Jorge Martinez Colorado : Emilio Ramirez
- Johnny Cortes : Luis Lozano Valencia Puerras
- Marco Ledezma : Jorge Flores Alvarez Ruiz
- Andres Romo Salido : Gustavo Quiroz Solano Solis
- Anthony Lemke : John Conley
- Clémence Dufresne Deslières : Océane
- Anne Dorval : une notaire et sa sœur jumelle, une psychologue
- Michel Mpambara : Abbé André
- Frédéric Desager : M. Bertolli
- Richard Jutras : le maire
- Rubén Meza : Santiago
- Marie Brassard : Laura
- Joël Legendre : Carlos, amoureur de Denis Conley
- Philippe Racine : Boris, ex-amoureux de Denis Conley

## Épisodes

### Première saison (2022)
1. Wake-Up
2. Juste au mauvais moment
3. La vie est ainsi faite
4. Monsieur Bertolli
5. Erin Brokovich
6. La Loi c'est moi
7. La Volonté de fer
8. Le Dernier pardon
9. On a tu le droit de rêver, c****
10. Le Ciel à portée de mains

### Deuxième saison (2024)
1. Entends-tu ce que j'entends?
2. Un simple détour vers mes amours passées
3. Sur ses traces
4. Tout ça, c'est nous autres
5. Humeurs torrides
6. Ok? Ooook!
7. Ils annoncent une lune rouge
8. Je l'aime aussi
9. La colère des guerriers
10. Après nous, la terre

## Accueil

### Sorties
- Première mondiale au festival du film de Berlin dans la section Berlinale series en 2022[2].
- Sortie officielle le 14 avril 2022 sur Club Illico.

### Compétition
- Festival Séries Mania dans la section Panorama International.